# Calligonum stenopterum
Calligonum stenopterum là một loài thực vật có hoa trong họ Rau răm. Loài này được Bunge ex Boiss. mô tả khoa học đầu tiên năm 1879.